# Třída Gleaves
Třída Gleaves byla třída torpédoborců námořnictva Spojených států amerických. Tato třída úzce navazovala na třídu Benson, od které se lišila jen v detailech (mírně větší výtlak, jiný průřez komína atd.). Torpédoborce této třídy byly velice intenzivně nasazeny ve druhé světové válce, ve které jich bylo 11 ztraceno. Celkem bylo postaveno 65 jednotek této třídy. Většina jich byla po skončení války převedena do rezervy. Poslední americké námořnictvo vyřadilo v roce 1956. Část vyřazených torpédoborců získali američtí spojenci – Čínská republika, Itálie, Japonsko, Řecko a Turecko.

## Stavba
Kýly torpédoborců této třídy byly založeny mezi roky 1938–1942. Celkem bylo postaveno 65 jednotek této třídy. Na jejich stavbě se podílelo osm loděnic.

## Konstrukce

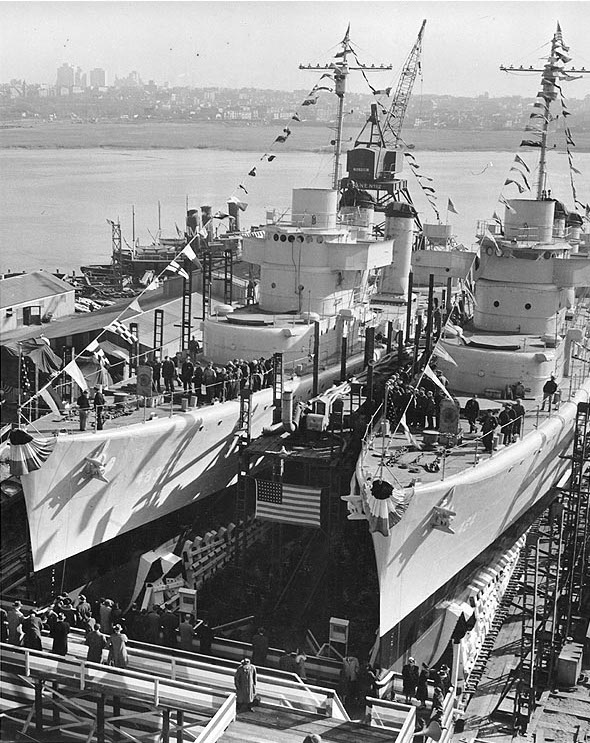
Rozestavěné torpédoborce USS Aaron Ward a USS Buchanan v doku

Základní výzbroj tvořilo pět 127mm kanónů v jednodělových věžích, šest 12,7mm kulometů a dva pětihlavňové 533mm torpédomety. Protiponorkovou výzbroj tvořilo šest vrhačů a dvě skluzavky hlubinných pum. Složení výzbroje se však u jednotlivých lodí měnilo. Například počínaje devatenáctou jednotkou jednotkou USS Bristol byly montovány jen čtyři dělové věže a protiletadlovou výzbroj tvořily 20mm a 40mm kanóny. Mohly to být například čtyři 127mm kanóny, čtyři 40mm kanóny a deset 20mm kanónů + obvyklý počet torpédometů a vrhačů hlubinných pum.
Pohonný systém tvořily čtyři kotle Babcock & Wilcox a dvě turbíny Westinghouse. Lodní šrouby byly dva. Dosah byl 6500 námořních mil při 12 uzlech. Nejvyšší rychlost dosahovala 35 uzlů.

## Operační nasazení

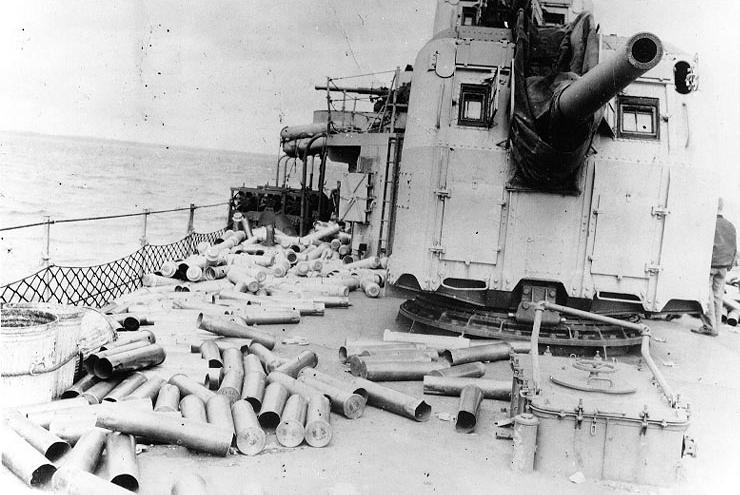
USS Hobson u pobřeží Normandie

Torpédoborce této třídy byly velice intenzivně nasazeny ve druhé světové válce, během které jich bylo v boji potopeno 11. Byly to torpédoborce – Aaron Ward, Beatty, Bristol, Corry, Duncan, Emmons, Glennon, Gwin (poškozený ho potopil torpédoborec USS Ralph Talbot), Maddox, Meredith a Monssen. Další čtyři byly u Okinawy neopravitelně poškozeny. Ingraham se navíc v roce 1942 potopil po hrozivé kolizi s tankerem Chemung (přežilo 11 mužů) a Turner zničila vnitřní exploze. Nehodou byla rovněž ztráta torpédoborce Hobson po srážce s letadlovou lodí Wasp dne 26. dubna 1952.